# Minerals halurs

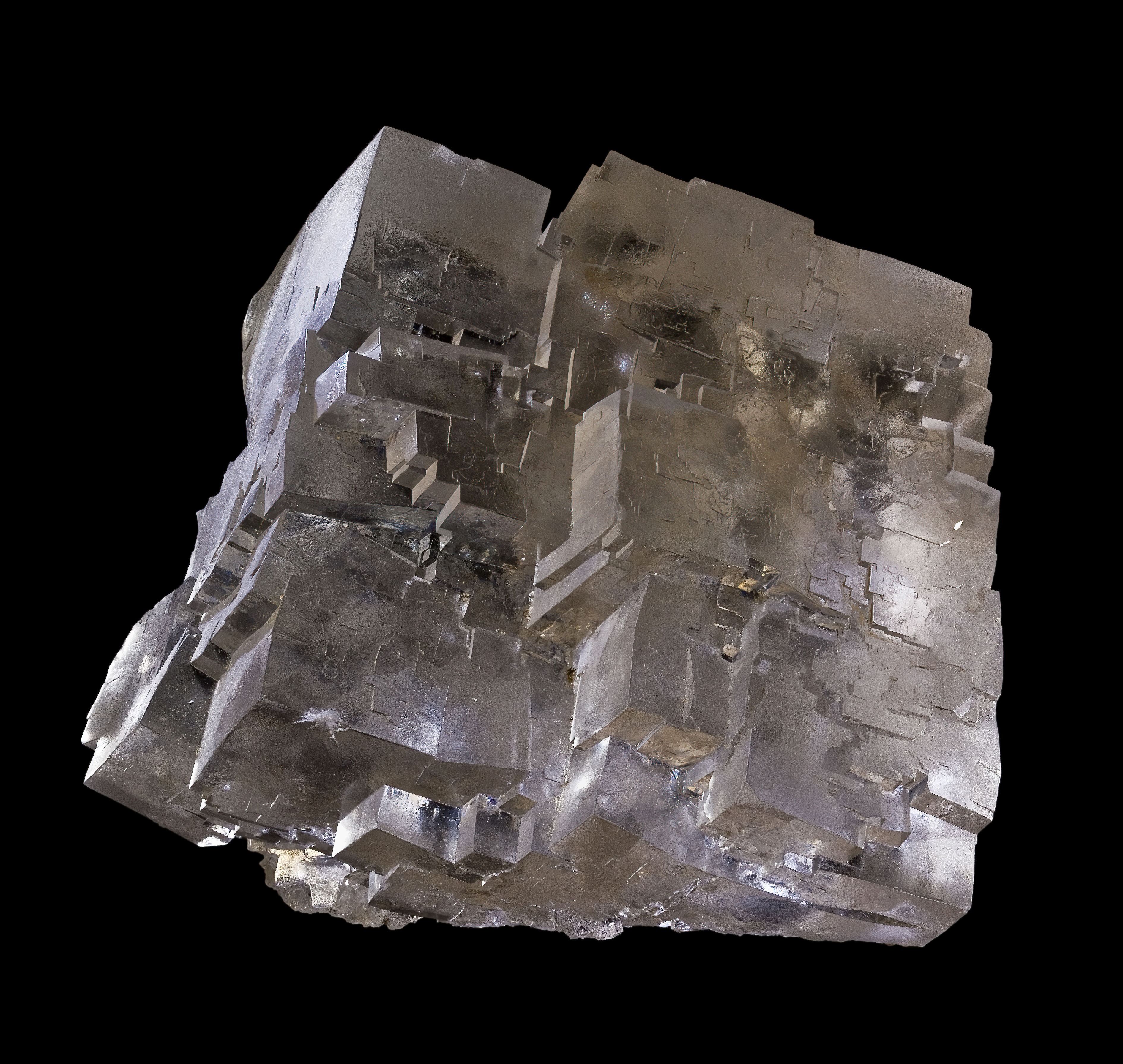
Cristall d'halita, clorur de sodi, de la classe dels halurs.

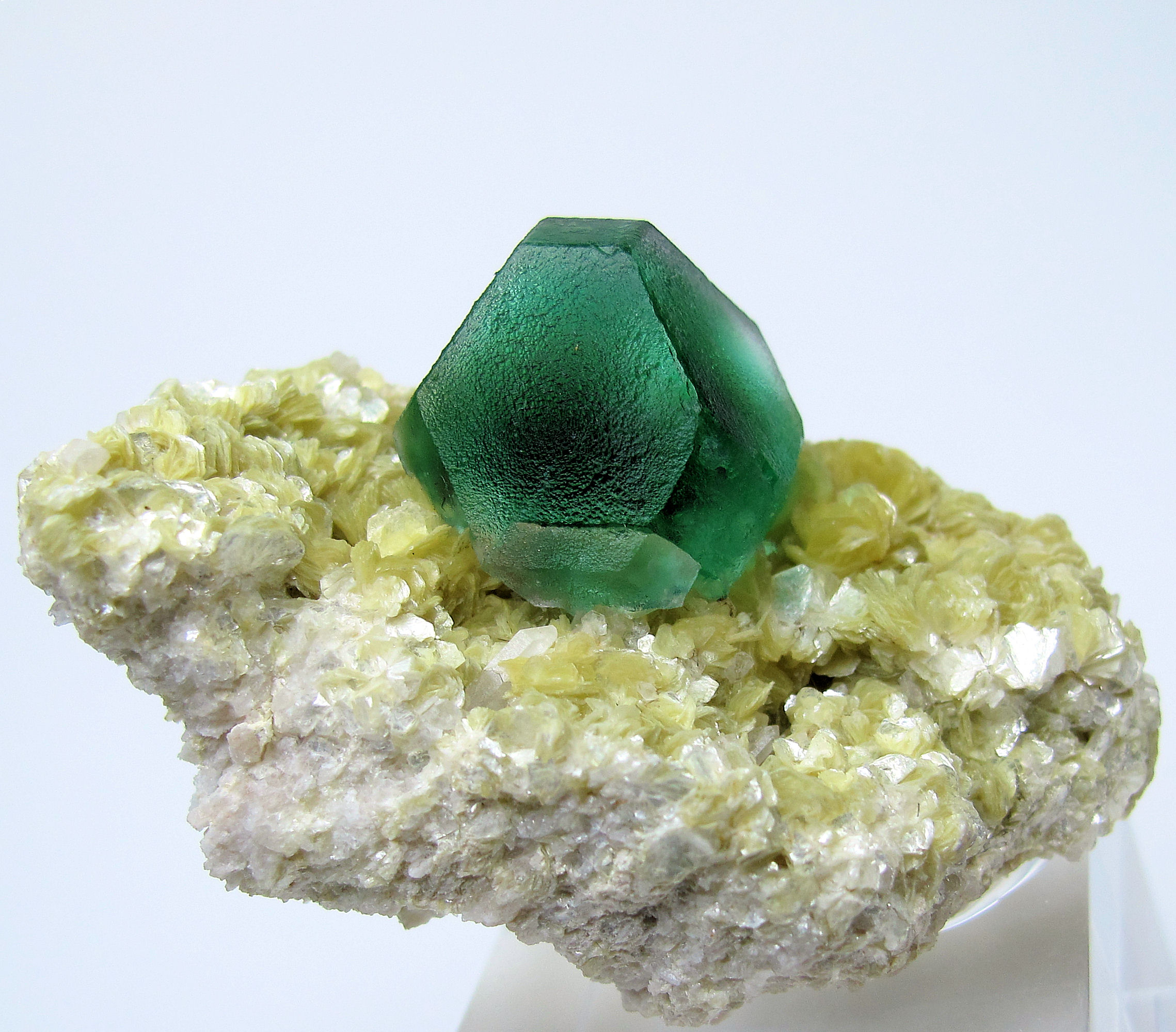
Fluorita, fluorur de calci

La classe dels minerals halurs inclou els minerals amb un anió halur dominant (F-, Cl-, Br- i I-). Els minerals halurs més complexos també poden tenir anions poliatòmics addicionals o que inclouen halurs.
Segons la Classificació de Nickel-Strunz, els halurs s'estructuren de la següent manera:
03.A - Halurs simples, sense H₂O
03.AA - M:X = 1:1, 2:3, 3:5, etc.
03.AA.05 - Marshita, miersita, nantokita, UM1999-11:I:CuS
03.AA.10 - Iodargirita, tocornalita
03.AA.15 - Bromargirita, clorargirita
03.AA.20 - Carobbiïta, griceïta, halita, silvina, vil·liaumita
03.AA.25 - Salmiac, UM1998-03-Cl:Tl, lafossaïta
03.AA.30 - Calomelans, kuzminita, moschelita
03.AA.35 - Neighborita
03.AA.40 - Clorocalcita
03.AA.45 - Kolarita
03.AA.50 - Radhakrishnaïta
03.AA.55 - Challacolloïta
03.AA.60 - Hephaistosita
03.AB - M:X = 1:2
03.AB.05 - Fluorocronita, tolbachita
03.AB.10 - Coccinita
03.AB.15 - Sel·laïta
03.AB.20 - Cloromagnesita, lawrencita, scacchita
03.AB.25 - Fluorita, frankdicksonita, estronciofluorita
03.AB.30 - Tveitita-(Y)
03.AB.35 - Gagarinita-(Y), gagarinita-(Ce), polezhaevaïta-(Ce)
03.AC - M:X = 1:3
03.AC.05 - Zharchikhita
03.AC.10 - Molisita
03.AC.15 - Fluocerita-(Ce), fluocerita-(La)
03.AC.20 - Gananita
03.B - Halurs simples, amb H₂O
03.BA	- M:X = 1:1 i 2:3
03.BA.05 - Hidrohalita
03.BA.10 - Carnallita
03.BB	- M:X = 1:2
03.BB.05 - Eriocalcita
03.BB.10 - Rokühnita
03.BB.15 - Bischofita
03.BB.20 - Niquelbischofita
03.BB.25 - Sinjarita
03.BB.30 - Antarcticita
03.BB.35 - Taquihidrita
03.BC	- M:X = 1:3
03.BC.05 - Cloraluminita
03.BD	- Halurs simples amb H₂O i OH addicional
03.BD.05 - Cadwaladerita
03.BD.10 - Lesukita
03.BD.15 - Korshunovskita
03.BD.20 - Nepskoeïta
03.BD.25 - Koenenita
03.C - Halurs complexos
03.CA	- Borofluorur
03.CA.05 - Ferruccita
03.CA.10 - Avogadrita, Barberiïta
03.CB	- Neso-aluminofluorur
03.CB.05 - Criolitionita
03.CB.15 - Criolita, elpasolita, simmonsita
03.CB.20 - Colquiriïta
03.CB.25 - Weberita
03.CB.30 - Karasugita
03.CB.35 - Usovita
03.CB.40 - Pachnolita, thomsenolita
03.CB.45 - Carlhintzeïta
03.CB.50 - Yaroslavita
03.CC	- Soro-aluminofluorur
03.CC.05 - Gearksutita
03.CC.10 - Acuminita, tikhonenkovita
03.CC.15 - Artroeïta
03.CC.20 - Calcjarlita, jarlita, jørgensenita
03.CD	- Ino-aluminofluorur
03.CD.05 - Rosenbergita
03.CD.10 - Prosopita
03.CE	- Filo-aluminofluorur
03.CE.05 - Quiolita
03.CF	- Tecto-aluminofluorur
03.CF.05 - Ralstonita
03.CF.10 - UM1941-01-F:AlCaHMgNa
03.CF.15 - Bøgvadita
03.CG	- Aluminofluorur amb CO₃, SO₄, PO₄
03.CG.05 - Stenonita
03.CG.10 - Chukhrovita-(Ce), chukhrovita-(Y), meniaylovita, chukhrovita-(Nd)
03.CG.15 - Creedita
03.CG.20 - Bøggildita
03.CG.25 - Thermessaïta
03.CH	- Silicofluorur
03.CH.05 - Mal·ladrita
03.CH.10 - Bararita
03.CH.15 - Criptohalita, hieratita
03.CH.20 - Demartinita
03.CH.25 - Knasibfita
03.CJ	- Amb MX6 complexes; M = Fe, Mn, Cu
03.CJ.05 - Clormanganokalita, rinneïta
03.CJ.10 - Eritrosiderita, kremersita
03.CJ.15 - Mitscherlichita
03.CJ.20 - Douglasita
03.CJ.25 - Redikortsevita
03.CJ.30 - Zirklerita
03.CK	- Halurs de Bi, etc.
03.CK.05 - Steropesita
03.D - Oxihalurs, hidroxihalurs i halurs amb doble enllaç
03.DA - Amb Cu, etc., sense Pb
03.DA.05 - Melanotal·lita
03.DA.10 - Atacamita, botallackita, clinoatacamita, hibbingita, kempita, paratacamita, belloïta, herbertsmithita, kapellasita, gillardita, haydeeïta, anatacamita
03.DA.15 - Claringbul·lita, barlowita
03.DA.20 - Simonkol·leïta
03.DA.25 - Buttgenbachita, connel·lita
03.DA.30 - Abhurita
03.DA.35 - Ponomarevita
03.DA.40 - Anthonyita, calumetita
03.DA.45 - Khaidarkanita
03.DA.50 - Bobkingita
03.DA.55 - Avdoninita
03.DA.60 - Droninoïta
03.DB - Amb Pb, Cu, etc.
03.DB.05 - Rickturnerita, diaboleïta
03.DB.10 - Pseudoboleïta
03.DB.15 - Boleïta
03.DB.20 - Cumengeïta
03.DB.25 - Bideauxita
03.DB.30 - Cloroxifita
03.DB.35 - Hematofanita
03.DB.40 - Asisita, parkinsonita
03.DB.45 - Murdochita
03.DB.50 - Yedlinita
03.DC - Amb Pb (As,Sb,Bi), sense Cu
03.DC.05 - Laurionita, paralaurionita
03.DC.10 - Fiedlerita
03.DC.15 - Penfieldita
03.DC.20 - Laurelita
03.DC.25 - Bismoclita, daubreeïta, matlockita, rorisita, zavaritskita, zhangpeishanita
03.DC.30 - Nadorita, perita
03.DC.35 - Aravaipaïta
03.DC.37 - Calcioaravaipaïta
03.DC.40 - Thorikosita
03.DC.45 - Mereheadita
03.DC.50 - Blixita
03.DC.55 - Pinalita
03.DC.60 - Symesita
03.DC.65 - Ecdemita, heliofil·lita
03.DC.70 - Mendipita
03.DC.75 - Damaraïta
03.DC.80 - Onoratoïta
03.DC.85 - Cotunnita
03.DC.90 - Pseudocotunnita
03.DC.95 - Barstowita
03.DD - Amb Hg
03.DD.05 - Eglestonita, kadyrelita
03.DD.10 - Poiarkovita
03.DD.15 - Hanawaltita
03.DD.20 - Terlinguaïta
03.DD.25 - Pinchita
03.DD.30 - Gianel·laïta, mosesita
03.DD.35 - Kleinita
03.DD.40 - Tedhadleyita
03.DD.45 - Vasilyevita
03.DD.50 - Aurivilliusita
03.DD.55 - Terlinguacreekita
03.DD.60 - Kelyanita
03.DD.65 - Comancheïta
03.DE - Amb elements de terres rares
03.DE.05 - Håleniusita-(La)

## Minerals halurs comercialment significatius
Dos halurs minerals comercialment importants són l'halita i la fluorita. El primer és una font important de clorur de sodi, en paral·lel amb el clorur de sodi extret del mar o salmorra. La fluorita és una important font de fluorur d'hidrogen, complementant el subministrament obtingut com un subproducte de la producció de fertilitzant. La carnal·lita i la bischofita són importants fonts de magnesi. La criolita trobada de manera natural ha sigut necessària històricament per a la producció d'alumini, tot i que en l'actualitat la major part de criolita emprada es produeix sintèticament. Molts dels minerals halurs es troben en dipòsits evaporítics marins.